# 韦鲁基奥
韦鲁基奥是意大利艾米利亚-罗马涅大区里米尼省的一个镇，面积27平方公里，人口9,365人（2004年）。